# 特奥多尔·瓦格纳
特奥多尔·瓦格纳（德語：Theodor Wagner，1927年8月6日—2020年1月21日），奥地利男子足球运动员，场上位置是前锋。他曾代表奥地利国家队参加1954年国际足联世界杯，结果队伍获得第三名。